# Gunnar Åkesson
Gunnar Anton Åkesson, född 11 december 1920 i Jämshög i Blekinge, död 5 maj 1983 i Linköping, var en svensk teckningslärare och tecknare.
Han var från 1946 gift med konstnären Stina Åkesson. Efter examen från Teckningslärarinstitutet och Högre konstindustriella skolan arbetade han som teckningslärare i Mjölby, Vimmerby och slutligen som lektor i bild och form vid lärarhögskolan i Linköping. Som konstnär medverkade han i Nationalmuseums utställning Unga tecknare och i samlingsutställningar arrangerade av Östgöta konstförening. Åkesson är begravd på Nya norra griftegården i Linköping.  